# Caydee Denney
Caydee Denney (ur. 22 czerwca 1993 w Ocala, Floryda, Stany Zjednoczone) – amerykańska łyżwiarka figurowa, startująca w konkurencji par sportowych wraz z partnerem Jeremym Barrettem. Razem zdobyli Mistrzostwo USA w 2010 roku i wicemistrzostwo w 2009 roku.
W parze z Jeremym Barrettem startowała na Igrzyskach w Vancouver, gdzie w konkurencji par sportowych zajęli 13. miejsce.